# Кия-Оглу, Николай Васильевич
Николай Васильевич Кия-Оглу — советский хозяйственный, государственный и политический деятель.

## Биография
Родился в 1919 году в Старом Крыму.

Мемориальная доска во Владимире

В 1943 год окончил технологический факультет Московского Ордена Ленина химико-технологического института им. Д. И. Менделеева по специальности технология полимерных материалов.
С 1943 года — на хозяйственной, общественной и политической работе. В 1943—1986 гг. — химик, инженер, начальник смены, заместитель начальника цеха, начальник цеха, начальник производства поливинилхлоридных смол завода п/я 16 в Дзержинске Горьковской области, научный сотрудник, директор Всесоюзного научно-исследовательского института синтетических смол.
Член КПСС. Делегат XXVI съезда КПСС.
Умер во Владимире в 1996 году.

## Память
- Мемориальная доска Николаю Васильевичу Кия-Оглу установлена на проходной ВНИИССа (Владимир, Большая Нижегородская улица, д. 77).